# Arche de la fraternité franco-asiatique
L'Arche de la fraternité franco-asiatique est une œuvre de type anamorphose réalisée par l'artiste Georges Rousse. Elle est érigée au 72 avenue de Choisy dans le 13e arrondissement de Paris. 

## Représentation
La porte représente le caractère chinois « 門 », qui en français signifie « porte » ou « ouverture ».